# جورج شولتز
جورج برات شولتز (بالإنجليزية: George Pratt Shultz) (13 ديسمبر 1920 - 6 فبراير 2021) هو اقتصادي ورجل دولة ورجل أعمال أمريكي. عمل في مناصب مختلفة في إدارات ثلاثة رؤساء جمهوريين مختلفين. وهو أحد اثنين، إلى جانب إليوت ريتشاردسون، عملا في أربعة مجالس وزارية مختلفة.
ولد شولتز في مدينة نيويورك، وتخرج من جامعة برينستون قبل أن يخدم في البحرية خلال الحرب العالمية الثانية. وبعد الحرب، حصل شولتز على درجة الدكتوراه في الاقتصاد الصناعي من معهد ماساتشوستس للتكنولوجيا (MIT). وكان يدرس في هذا المعهد في الفترة من 1948 إلى 1957، مع إجازة غياب ليأخذ مكانه بين مجلس المستشارين الاقتصاديين للرئيس دوايت آيزنهاور. وبعدها أصبح عميد كلية الدراسات العليا في إدارة الأعمال بجامعة شيكاغو، ثم قبل تعيين الرئيس ريتشارد نيكسون له لمنصب وزير العمل. وفي هذا المنصب، فرض خطة فيلادلفيا على مقاولي البناء الذين رفضوا توظيف السود، ما مثل أول استخدام للحصص العرقية من قبل الحكومة الاتحادية. وفي عام 1970، أصبح أول مدير لمكتب الإدارة والميزانية، وبقي في هذا المنصب حتى تعيينه كوزير للخزانة في عام 1972. دعم شولتز سياسة «صدمة نيكسون» التي سعت لإحياء الاقتصاد الضعيف بشكل جزئي عن طريق إلغاء معيار الذهب. وشهد أيضا نهاية نظام بريتون وودز.
غادر شولتز إدارة نيكسون في عام 1974 ليصبح عضوا تنفيذيا في منظمة بكتل. وبعد أن أصبح رئيسا ومديرا لتلك الشركة، قبل عرض الرئيس رونالد ريغان ليكون وزير الخارجية. وشغل هذا المنصب في الفترة من 1982 إلى 1989. دفع شولتز ريغان لإقامة علاقات مع الزعيم السوفياتي ميخائيل غورباتشوف، فساهم هذا بإذابة الجليد في العلاقات بين الولايات المتحدة والاتحاد السوفيتي. وعارض تقديم المعونة الأمريكية إلى الثوار الساندينيين وهو ما قاد إلى قضية إيران - كونترا.
تقاعد شولتز من المناصب العامة في عام 1989 لكنه ظل نشطا في عالم الأعمال والسياسة. وكان المستشار غير الرسمي للرئيس جورج دبليو بوش وساعد في صياغة مبدأ بوش عن الحرب الاستباقية. وعمل في اللجنة العالمية للسياسات المتعلقة بالمخدرات، ومجلس الانتعاش الاقتصادي في إدارة حاكم كاليفورنيا أرنولد شوارزنيغر، ومجالس بكتل ومؤسسة تشارلز شواب. وهو عضو في مؤسسة هوفر، ومعهد الاقتصاد الدولي، ومعهد واشنطن لسياسة الشرق الأدنى، ومجموعات أخرى. حاليا فإن شولتز هو أكبر أعضاء المجالس الوزارية السابقين في الولايات المتحدة سنا، وذلك منذ وفاة وليام تداوس كولمان، الابن.

## النشأة وتعليمه
ولد جورج شولتز في مدينة نيويورك، وقد نشأ بمدينة إنجليوود بولاية نيو جيرسي، في عام 1938، تخرج شولتز من كلية لوميس شافي في وندسور بولاية كونيتيكت. حصل على درجة البكالوريوس في الاقتصاد مع قاصر في الشؤون العامة والدولية، بامتياز، في جامعة برنستون.
كان شولتز في الخدمة الفعلية في سلاح مشاة البحرية الأمريكية 1942-1945. وكان ضابط مدفعية، وبلغ رتبة نقيب. تم فصله لشعبة الجيش الأميركي (المشاة 81) خلال معركة أنجاير.
في عام 1949، حصل شولتز على درجة الدكتوراه في الاقتصاد الصناعي من معهد ماساتشوستس للتكنولوجيا.

## أستاذ جامعي
عمل استاذا في معهد ماساتشوستس للتكنولوجيا في كل من وزارة الاقتصاد وكلية سلون للإدارة 1948-1957، مع إجازة في عام 1955 للعمل في مجلس الرئيس دوايت أيزنهاور من المستشارين الاقتصاديين وخبير اقتصادي من كبار الموظفين. في عام 1957، انضم شولتز إلى جامعة شيكاغو بكلية الدراسات العليا في إدارة الأعمال وأصبح أستاذاً في العلاقات الصناعية. في وقت لاحق، تم تعيينه عميداً في عام 1962.

## إدارة نيكسون

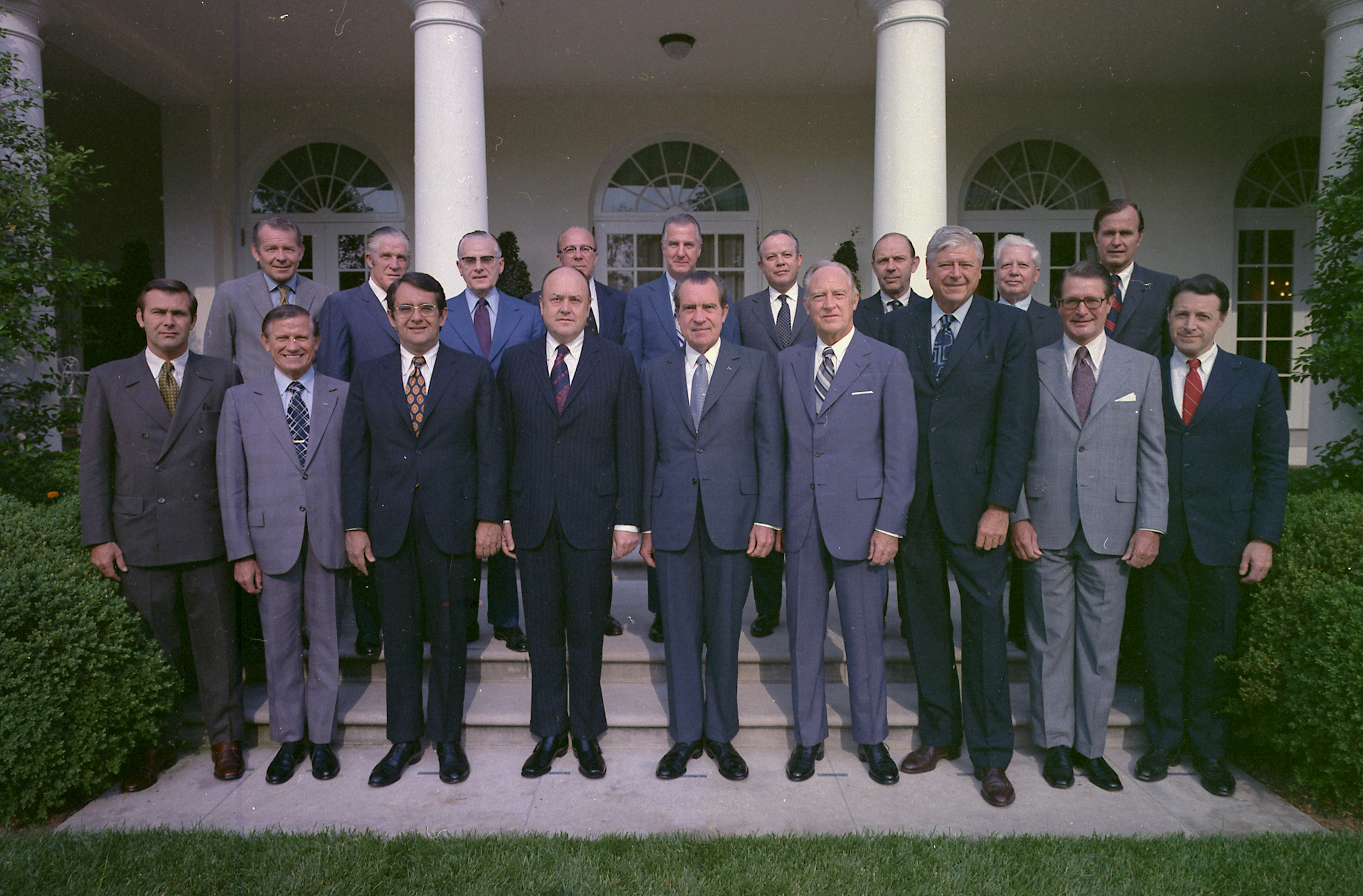
وزير الخزانة شولتز (الصف الخلفي، الرابع من اليسار) مع بقية مجلس وزراء نيكسون، يونيو 1972

### وزير العمل
كان شولتز وزير العمل في إدارة الرئيس ريتشارد نيكسون 1969-1970.

### مكتب الإدارة والميزانية
ثم أصبح مديراً لمكتب الإدارة والموازنة بالمكتب التنفيذي لرئيس الولايات المتحدة.

### وزير الخزانة
كان وزير الخزانة الأمريكية من مايو 1972 إلى مايو 1974.

## الأعمال التنفيذية
في عام 1974، ترك الخدمة الحكومية ليصبح نائب الرئيس التنفيذي لمجموعة بكتل للهندسة الواسعة والخدمات. لاحقاً أصبح رئيس المجلس والمدير التنفيذي.

## وزيرا للخارجية
في 16 يوليو 1982، تم تعيينه من قبل الرئيس رونالد ريغان ليكون بمثابة وزير الخارجية الاميركي الـ60 ليحل محل ألكسندر هيغ، الذي كان قد استقال من منصبه. وشولتز خدم لمدة ست سنوات ونصف السنة - وهي أطول فترة منذ دين راسك.اعتمد شولتز في المقام الأول في وزارة الخارجية على صياغة وتنفيذ سياسة ريغان الخارجية. بحلول صيف عام 1985، كان شولتز قد اختار شخصيا معظم كبار المسؤولين في الإدارة. أستجابت وزارة الخارجية عن طريق إعطاء شولتز «دعمها الكامل» مما جعله الأمين الأكثر شعبية منذ دين أتشيسون، وجنبا إلى جنب مع اتشيسون وجورج مارشال، أصبح واحد من الأمناء الأكثر اثارة للإعجاب في القرن 20.وجاء نجاح شولتز من احترام وليس فقط ما جناه من البيروقراطية ولكن العلاقة القوية التي أقامها مع ريغان الذي يثق به تماماً.

### العلاقات مع الصين

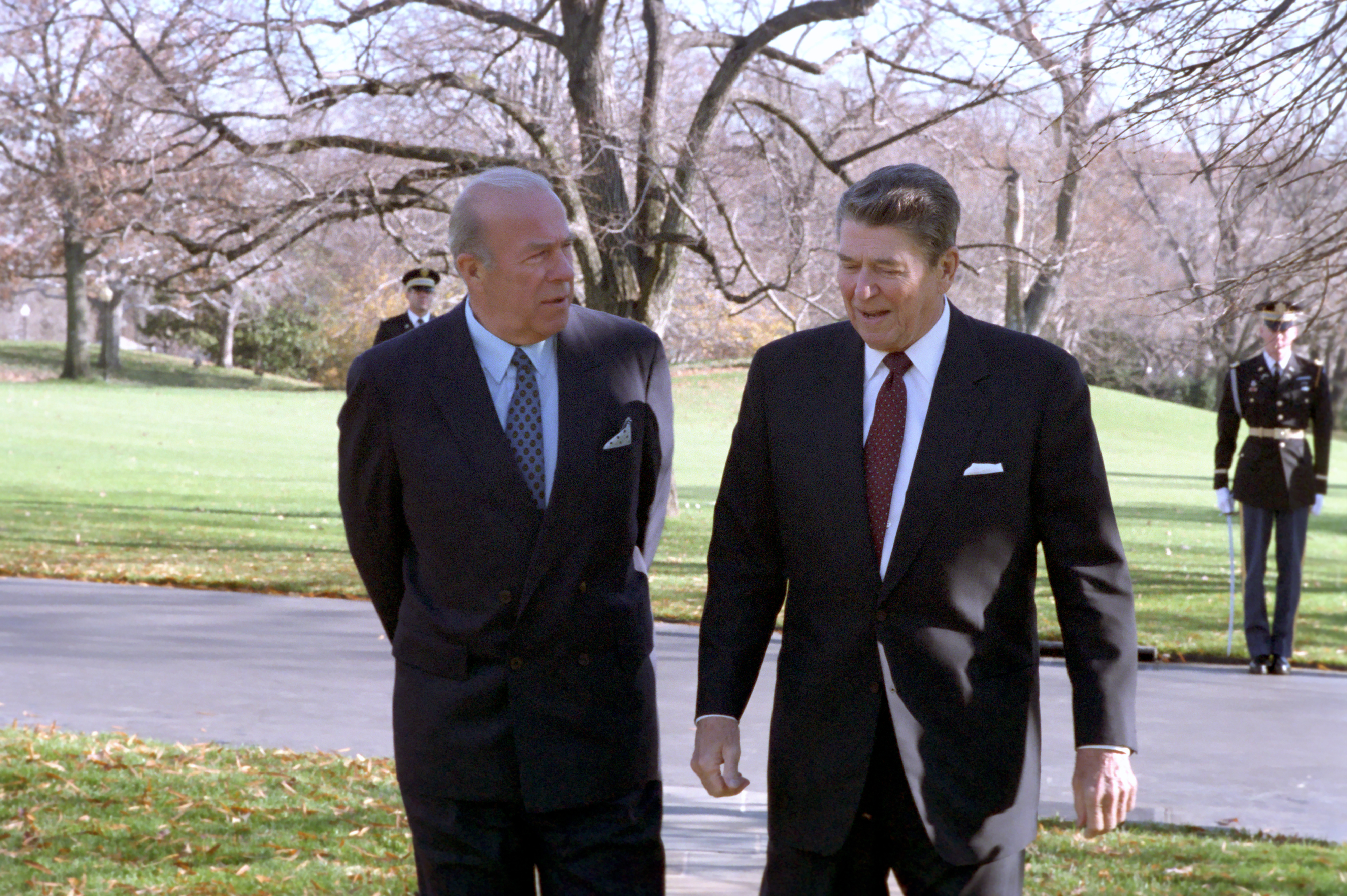
شولتز مع الرئيس ريغان خارج المكتب البيضاوي، ديسمبر 1986

ورث شولتز المفاوضات مع الصين بشأن تايوان من سلفه. وفقا لأحكام قانون العلاقات مع تايوان، كان لزاما على الولايات المتحدة أن تساعد في الدفاع عن تايوان، والتي تضمنت بيع الأسلحة.
مناقشة الإدارة في تايوان، وخاصة حول بيع طائرات عسكرية، أسفرت عن أزمة في العلاقات مع الصين، والذي خفت فقط في آب 1982، بعد أشهر من المفاوضات الشاقة، عندما أصدرت الولايات المتحدة والصين بيانا مشتركا حول تايوان والذي اتفقت فيه الولايات المتحدة للحد من مبيعات الأسلحة والصين وافقت على السعى لايجاد حل سلمي.

### العلاقات مع أوروبا والاتحاد السوفياتي
بحلول صيف عام 1982، توترت العلاقات ليس فقط بين واشنطن وموسكو ولكن أيضا بين واشنطن والعواصم الرئيسية في أوروبا الغربية.ردا على فرض الأحكام العرفية في بولندا بديسمبر كانون الأول الماضي، كانت إدارة ريغان فرض عقوبات على خط أنابيب بين ألمانيا الغربية والاتحاد السوفياتي.قادة أوروبا احتجوا بشدة على العقوبات التي تضررت مصالح بلادهم بسببها ولكن ليس مصالح الولايات المتحدة في مبيعات الحبوب إلى الاتحاد السوفياتي. حل شولتز هذه «المشكلة السامة» في ديسمبر كانون الأول عام 1982، عندما وافقت الولايات المتحدة على التخلي عن فرض عقوبات على خط الانابيب، والأوروبيين اتفقوا على اعتماد ضوابط أكثر صرامة على التجارة الإستراتيجية مع السوفيات.
وهناك قضية أكثر إثارة للجدل وهي أن وزراء حلف شمال الأطلسي قرروا: إذا كان السوفيات رفضوا إزالة صواريخ SS-20 متوسطة المدى البالستية في غضون أربع سنوات، فسيقوم الحلفاء بنشر قوة موازية من صواريخ كروز وبيرشينج2 في أوروبا الغربية.وعندما تعثرت المفاوضات حول هذه القوات النووية المتوسطة المدى، 1983 أصبح عام للاحتجاج.عمل شولتز وزعماء غربيين آخرين بصعوبة من أجل الحفاظ على وحدة التحالف وسط المظاهرات الشعبية المناهضة للأسلحة النووية في أوروبا والولايات المتحدة. على الرغم من الاحتجاجات الغربية والدعاية السوفياتية، بدأ الحلفاء بنشر الصواريخ في موعدها المقرر في نوفمبر تشرين الثاني عام 1983.طرحت الولايات المتحدة والاتحاد السوفيتي التوتر من خلال اعلان مارس 1983 من مبادرة الدفاع الاستراتيجي، والتي تفاقمت بسبب إسقاط السوفيات لطائرة الخطوط الجوية الكورية 007 بالقرب من جزيرة مونريون في 1 سبتمبر. وأرتفعت حدة التوترات مع تدريبات (البارع 83 آرتشر) في نوفمبر 1983، وخشي خلالها السوفيات من هجوم وقائي أمريكي. في أعقاب نشر الصواريخ والمناورات، على حد سواء شولتز وريغان عزما على طلب المزيد من الحوار مع السوفيات. عندما جاء ميخائيل غورباتشوف إلى السلطة في عام 1985، شولتز دعا ريغان للسعي إلى حوار شخصي معه.أنتجت هذه العلاقة نتيجتها الأكثر عملية في كانون الأول 1987، عندما وقع الزعيمان على متوسطة-المدى معاهدة القوات النووية. وكانت المعاهدة، التي قضت على فئة كاملة من الصواريخ في أوروبا، علامة فارقة في تاريخ الحرب الباردة. رغم أن غورباتشوف أخذ زمام المبادرة، ريغان وكان مستعد بشكل جيد من قبل وزارة الدولة لاعتماد سياسة المفاوضات.

### دبلوماسية الشرق الأوسط
ردا على تصاعد العنف في الحرب الأهلية اللبنانية، بعث ريغان وحدة مشاة البحرية لحماية مخيمات اللاجئين الفلسطينيين ودعم الحكومة اللبنانية.قتلت تفجيرات بيروت 1983 بثكنات المارينز 241 جنديا أمريكياً، وبعد ذلك جاء نشر الجنود إلى نهايته المخزية. شولتز في وقت لاحق دعم التفاوض على اتفاق بين إسرائيل ولبنان وإقناع إسرائيل أن تبدأ انسحابا جزئيا لقواتها في يناير 1985. خلال الانتفاضة الأولى، شولتز أقترع اتفاقية دولية في إبريل 1988 والاقتراح ينص على اتفاق الحكم الذاتي المؤقت في الضفة الغربية وقطاع غزة، الذي سيتم تنفيذه اعتبارا من أكتوبر لمدة ثلاث سنوات الفترة من العام الماضي. بحلول ديسمبر 1988، بعد ستة أشهر من الدبلوماسية المكوكية، شولتز أسس حوار دبلوماسي مع منظمة التحرير الفلسطينية، الذي تم انتقاؤها من قبل الإدارة المقبلة.

### أمريكا اللاتينية
شولتز كان معارض بصراحة للـ«الأسلحة من أجل الرهائن» مثل قضية إيران كونترا.في شهادة 1983 أمام الكونغرس الأميركي، قال ان الحكومة الساندينية في نيكاراغوا هو «سرطان في كتلة أرضنا الخاصة»، التي يجب أن «تقطع».وقد عارض أيضا أي تفاوض مع حكومة دانييل أورتيغا قائلاً: «المفاوضات هي كناية عن الاستسلام إذا لم يكن يلقي ظلالا من الطاقة الكهربائية عبر طاولة المفاوضات».

## حياته لاحقا
غادر جورج شولتز المكتب في 20 يناير 1989، ولكن لا يزال يشكل الرجل الاستراتيجي للحزب الجمهوري.وكان مستشارا لحملة جورج بوش في الانتخابات الرئاسية خلال انتخابات عام 2000، وعضو بارز في ما يسمى «وله النار»، وهي مجموعة من الموجهين للسياسة بوش التي شملت أيضا ديك تشيني وبول وولفويتز وكوندوليزا رايس. وأحد من مستشاريه المقربين ومعظم كبار هو السفير السابق تشارلز هيل، الذي يشغل مناصب مزدوجة في معهد هوفر، وجامعة ييل. وقد سمي شولتز بوالد «عقيدة بوش»، وذلك بسبب دفاعه عن الحرب الوقائية. فهو يدافع بشكل عام عن سياسة إدارة بوش الخارجية.
بعد أن ترك الوظيفة العامة في عام 1989، أصبح شولتز أول جمهوري بارز في الدعوة إلى إضفاء الشرعية على المخدرات الترفيهية. وقال انه ذهب لإضافة توقيعه على إعلان، التي نشرت في صحيفة نيويورك تايمز يوم 8 يونيو، 1998، بعنوان «ونحن نعتقد أن الحرب العالمية على المخدرات هي التي تسبب الأضرار الآن، أكثر من تعاطي المخدرات نفسها.» في عام 2011، كان جزءا من اللجنة العالمية للسياسة المخدرات، التي دعت إلى الصحة العامة والحد من الضرر نحو نهج تعاطي المخدرات، جنبا إلى جنب مع شخصيات بارزة أخرى مثل كوفي عنان، بول فولكر، وجورج باباندريو.
في نيسان 1998، شولتز استضاف اجتماع ضم جورج بوش وناقش وجهات نظره مع خبراء في السياسة بما في ذلك مايكل بوسكين، جون تايلور وكوندوليزا رايس، المرشحين الجمهوري الممكنين الذين تم تقييمهم لخوض انتخابات الرئاسة عام 2000. في نهاية الاجتماع، رأى الفريق بأن يتمكنوا من دعم ترشح الرئيس بوش، وشولتز شجعه على دخول السباق.
كما أنه قد تحدث ضد الحظر المفروض على كوبا، ووصف السياسة المتبعة تجاه كوبا «بالجنون». وكان قد جادل بأن التجارة الحرة من شأنها أن تساعد على إسقاط نظام فيدل كاسترو، والذي تساعد على الحصار فقط وتبرير القمع المستمر في الجزيرة.
في آب 2003، كان اسم شولتز رئيسا مشاركاً (جنبا إلى جنب مع وارن بافيت) في مجلس ولاية كاليفورنيا (الانتعاش الاقتصادي)، وهي مجموعة استشارية للحملة من حاكمية ولاية كاليفورنيا لمرشحهم ارنولد شوارزنيغر.
في 5 يناير 2006، شارك في اجتماع في البيت الأبيض من وزراء سابقين من الدفاع والخارجية، لمناقشة السياسة الخارجية للولايات المتحدة مع المسؤولين في إدارة بوش.
في 15 يناير، 2008، شولتز شارك في تأليف ورقة للرأي نشر في صحيفة وول ستريت جورنال تحت عنوان «نحو عالم خال من الأسلحة النووية». وكان شريكه في hgكتاب وليام بيري، هنري كيسنجر وسام نان.
شولتز هو رئيس المجلس الاستشاري لـ جي بي مورغان تشيس في المجلس الدولي، والمدير الفخري لمعهد الاقتصاد الدولي. وهو عضو في معهد هوفر في جامعة ستانفورد، ومعهد واشنطن لسياسة الشرق الأدنى مجلس المستشارين، مبادرة الأطلسي الجديدة، في مخيم ماندالاي المرموقة في بستان البوهيمي، لجنة لتحرير العراق، ولجنة الخطر الداهم.وهو الرئيس الفخري لمعهد الديمقراطية الإسرائيلي. شولتز خدم سابقا في مجلس الإدارة لشركة بكتل، شركة تشارلز شواب، وكان عضوا في مجلس الإدارة من العلوم جلعاد خلال الفترة من يناير 1996 إلى ديسمبر 2005. وهو حاليا الرئيس المشارك لمنتدى أمريكا الشمالية وأيضا عضو في مجلس لصحة ملتحمة.

## حياته الشخصية وعائلته
في حين كان من الذين يعملون مع الجيش بقوات المارينز في هاواي، التقى ممرضة برتبة ملازم اسمها هيلينا ماريا «أوبي» اوبراين (1915-1995). تزوجا في 16 فبراير عام 1946، وقد أنجبا خمسة أطفال (مارغريت آن، كاثلين برات شولتز يورجنسن، بيتر ميلتون، باربارا لينوكس شولتز وايت، الكسندر جورج). وفي عام 1997، بعد وفاة هيلينا، تزوج «شارلوت ميليرد» من سان فرانسيسكو.

## روابط خارجية
- جورج شولتز على موقع IMDb (الإنجليزية)
- جورج شولتز على موقع الموسوعة البريطانية (الإنجليزية)
- جورج شولتز على موقع مونزينجر (الألمانية)
- جورج شولتز على موقع ميوزك برينز (الإنجليزية)
- جورج شولتز على موقع إن إن دي بي (الإنجليزية)
- جورج شولتز على موقع ديسكوغز (الإنجليزية)
- جورج شولتز على موقع قاعدة بيانات الفيلم (الإنجليزية)
- جورج شولتز على موقع كينوبويسك (الروسية)

| سبقه ألكسندر هيغ | وزير الخارجية الأمريكي 1982-1989 | تبعه جيمس بيكر |